# 낭가르하르주
낭가르하르주(Nangarhār Velāyat, 파슈토어: د ننګرهار ولايت, 다리어: استان ننگرهار)는 아프가니스탄 동부에 있는 주이다. 주의 동부에 위치한 파키스탄의 국경에는 중요한 교통의 요충 카이바르 고개(Khyber Pass)가 있고, 아시아 고속도로 1호선(베트남 호찌민 시~이란·터키 국경 아라라트산 부근 구간)도 이고개를 지난다. 주도는 잘랄라바드(Jalālābād, 다리어: جلال‌آباد)이다.

## 같이 보기
- 아프가니스탄의 주